# تیز توه (آریزونا)
تیز توه (به انگلیسی: Tees Toh) یک منطقهٔ مسکونی در ایالات متحده آمریکا است که در شهرستان ناواهو، آریزونا واقع شده‌است. تیز توه ۴۴٫۰۴ کیلومتر مربع مساحت و ۴٬۱۱۲ نفر جمعیت دارد.